# Eva Helmschmidt
Eva Anna Helmschmidt (* 20. April 1957 in Reutlingen) ist eine ehemalige deutsche Leichtathletin, die sich auf den Speerwurf spezialisiert hatte.

## Karriere
Eva Helmschmidt warf bis 1975 für den TV Eningen und ab 1976 für die LG Kappelberg.
Ihren einzigen deutschen Meistertitel gewann Eva Helmschmidt 1978 in Köln. 1977 in Hamburg belegte sie den zweiten Platz hinter Marion Becker. 1979 in Stuttgart, 1980 in Hannover und 1982 in München wurde sie jeweils Zweite hinter Ingrid Thyssen.
Eva Helmschmidt startete von 1977 bis 1983 bei 20 Meisterschaften und Länderkämpfen im Nationaltrikot. Bei den Europameisterschaften 1978 in Prag und Europameisterschaften 1982 in Athen erreichte sie jeweils den Endkampf und belegte beide Male den sechsten Platz.
Ihre Bestleistung von 66,48 Meter warf sie am 4. Juni 1983 in Bielefeld.